# Ugandavävare
För Ploceus weynsi, se brunsidig vävare.
Ugandavävare (Ploceus spekeoides) är en fågel i familjen vävare inom ordningen tättingar.

## Utbredning och systematik
Fågeln förekommer i träskmark i öst-centrala Uganda. Den behandlas som monotypisk, det vill säga att den inte delas in i några underarter.

## Status
IUCN kategoriserar arten som nära hotad.